# Make It Hot (EP)
Make It Hot è il primo EP della rapper statunitense Megan Thee Stallion, pubblicato il 18 settembre 2017.

## Tracce
1. Intro - Make It Hot – 2:54
2. Pull Up Late – 3:57
3. Naturally – 3:09
4. Mustard & Mayonaise – 2:48
5. Last Week in H TX – 3:26
6. Crazy – 4:00
7. Geekin – 3:40